# Juventude Ouriense
Juventude Ouriense é um clube desportivo existente na cidade de Ourém. Diversas modalidades são praticadas, dentre elas o hóquei em patins e o futsal.